# تولرن ویل
تولرن ویل (به انگلیسی: Toolern Vale) یک منطقهٔ مسکونی در استرالیا است که در ویکتوریا (استرالیا) واقع شده‌است.